# 대한민국 제13대 대통령 선거 제주도
이 문서는 대한민국 제13대 대통령 선거의 제주도 지역 개표 결과이다.

## 개표 결과

### 제주시
|  | 44.50% |

|  | 29.27% |

|  | 20.48% |

|  | 5.53% |

|  | 0.19% |

### 북제주군
|  | 57.36% |

|  | 25.07% |

|  | 13.41% |

|  | 3.77% |

|  | 0.36% |

### 서귀포시
|  | 44.44% |

|  | 25.54% |

|  | 24.69% |

|  | 5.02% |

|  | 0.28% |

### 남제주군
|  | 57.67% |

|  | 24.29% |

|  | 15.08% |

|  | 2.57% |

|  | 0.37% |

## 전체 결과
|  | 49.77% |

|  | 26.78% |

|  | 18.64% |

|  | 4.51% |

|  | 0.28% |

민주정의당 노태우 후보가 49.77%의 득표율로 제주도에서 1위를 차지했다. 제주도는 지난 3공화국 당시에 치러진 대선에서도 보수정당인 민주공화당의 손을 들어주었는데 6공화국이 된 이후에도 이런 기조는 이어졌다.
통일민주당 김영삼 후보가 26.78%의 득표율로 2위를 차지했으며 평화민주당 김대중 후보가 3위를 차지했다.
한편 신민주공화당 김종필 후보는 4.51%의 득표율을 기록하면서 부진했다.

### 주요 후보 결과
| 지역     | 노태우 | 노태우 | 김영삼 | 김영삼 | 김대중 | 김대중 | 김종필 | 김종필 |
| 지역     | 득표수 | 득표율 | 득표수 | 득표율 | 득표수 | 득표율 | 득표수 | 득표율 |
| -------- | ------ | ------ | ------ | ------ | ------ | ------ | ------ | ------ |
| 제주시   | 45,396 | 44.50% | 29,864 | 29.27% | 20,896 | 20.48% | 5,649  | 5.53%  |
| 북제주군 | 31,017 | 57.36% | 13,559 | 25.07% | 7,253  | 13.41% | 2,039  | 3.77%  |
| 서귀포시 | 18,578 | 44.44% | 10,677 | 25.54% | 10,320 | 24.69% | 2,102  | 5.02%  |
| 남제주군 | 25,511 | 57.67% | 10,744 | 24.29% | 6,670  | 15.08% | 1,140  | 2.57%  |

민주정의당 노태우 후보가 제주도 전 지역에서 승리를 거두었다. 노태우 후보는 제주시, 서귀포시에서는 2위 김영삼 후보와 15% 이상의 격차로 승리했으며 북제주군, 남제주군에서는 과반이 넘는 득표율로 승리를 거두었다.
통일민주당 김영삼 후보는 전 지역 2위를 차지했다. 김영삼 후보는 시 지역에서 김대중 후보에 접전 끝에 승리했으나 군 지역에서는 10% 이상의 차이를 벌리는데 성공했다.
평화민주당 김대중 후보는 시 지역에서 선전했다. 전 지역 3위를 차지했지만 시 지역에서는 김영삼 후보와의 격차를 한 자리수로 줄였다.
신민주공화당 김종필 후보 역시 제주시와 서귀포시에서는 5% 이상의 득표율을 기록했다.

## 같이 보기
- 대한민국 제13대 대통령 선거